# Distretto di Mocuba
Il distretto di Mocuba è un distretto del Mozambico, facente parte della Provincia di Zambezia.